# Grass Valley
|  | Aquest article tracta sobre la població de Califòrnia. Vegeu-ne altres significats a «Grass Valley (Oregon)». |

Grass Valley és una població dels Estats Units a l'estat de Califòrnia. Segons el cens del 2000 tenia 10.922 habitants.

## Demografia
Segons el cens del 2000, Grass Valley tenia 10.922 habitants, 5.016 habitatges, i 2.678 famílies. La densitat de població era de 1.026 habitants/km².
Dels 5.016 habitatges en un 26,5% hi vivien nens de menys de 18 anys, en un 32,4% hi vivien parelles casades, en un 16,3% dones solteres, i en un 46,6% no eren unitats familiars. En el 39,1% dels habitatges hi vivien persones soles el 20,3% de les quals corresponia a persones de 65 anys o més que vivien soles. El nombre mitjà de persones vivint en cada habitatge era de 2,13 i el nombre mitjà de persones que vivien en cada família era de 2,8.
Per edats la població es repartia de la següent manera: un 23,3% tenia menys de 18 anys, un 9,3% entre 18 i 24, un 25,1% entre 25 i 44, un 20,3% de 45 a 60 i un 22% 65 anys o més.
L'edat mediana era de 39 anys. Per cada 100 dones de 18 o més anys hi havia 75,1 homes.
La renda mediana per habitatge era de 28.182 $ i la renda mediana per família de 33.220 $. Els homes tenien una renda mediana de .32.568 $ mentre que les dones 21.915 $. La renda per capita de la població era de 16.877 $. Entorn del 12,9% de les famílies i el 14,9% de la població estaven per davall del llindar de pobresa.

## Poblacions més properes
El següent diagrama mostra les poblacions més properes.

## Vila del llibre
Entre la ciutat de Grass Valley i la ciutat veïna de Nevada City, amb una població combinada d'unes 16.000 persones, hi ha 23 llibreters. Disset d'ells tenen botigues i els altres sis venen des dels seus garatges o des d'Internet, entre ells John Hardy, antic advocat de San Francisco, Califòrnia.
Nevada City és, de fet, oficialment una vila del llibre. El terme prové d'una idea europea de revifar pobles concentrant llibreters allà mateix. Aquesta idea va ser somiada per un anglès anomenat Richard Booth el 1961 a Hay-on-Wye, a Gal·les, quan va heretar un castell i el va convertir en una botiga de llibres usats. Després va comprar la resta d'edificis a la ciutat i els va convertir en llibreries. Avui, el llogarret té més de 30 llibreries, que atrauen mig milió de visitants cada any.